# Пахольчик, Елена Ивановна
Елена Ивановна Пахольчик (укр. Олена Іванівна Пахольчик; 2 ноября 1964, Майкаин, Павлодарская область, Казахстан) — украинская яхтсменка, двукратный призёр Олимпийских игр, трёхкратная чемпионка мира.
В 1991 году получила звание Мастера спорта международного класса.
На олимпиадах в Атланте и Сиднее Елена становилась бронзовым призёром в классе яхт «470» в паре с Р. А. Таран.
Тренер — Цалик Дмитрий Александрович.

## Статистика

### 470
До 1992 рулевой — Москаленко, Лариса Витальевна
С 1995 рулевой — Таран, Руслана Алексеевна
| Соревнование/Год            | 1991 | 1992 | 1995 | 1996 | 1997 | 1998 | 1999 | 2000 |
| --------------------------- | ---- | ---- | ---- | ---- | ---- | ---- | ---- | ---- |
| Летние Олимпийские игры     | -    | 4    | -    | 3    | -    | -    | -    | 3    |
| Чемпионат мира в классе 470 | 2    | -    | 2    | -    | 1    | 1    | 1    | -    |

## Государственные награды, премии и стипендии
- Почётный знак отличия Президента Украины (07.08.1996)[1]
- Орден «За заслуги» ІІ степени (21.08.1999) [2]
- Орден княгини Ольги III-й степени (06.10.2000)[3]
- Почётная грамота Кабинета Министров Украины (27.11.2002) [4]
- Государственная стипендия призёрам Олимпийский и Параолимпийских игр, чемпионам и призёрам Дефлимпийских игр (25.12.2003)[5]
- Стипендия Президента Украины для знаменитых спортсменов и тренерам Украины с олимпийских видов спорта в размере 4 000 гривен (совместно с тренером Цаликом Д.А.) (18.01.2007)[6]